# Łukasz Zagała
Łukasz Zagała (ur. 1972 w Zabrzu) – polski architekt, współzałożyciel bytomskiej pracowni architektonicznej Medusa Group.

## Życiorys

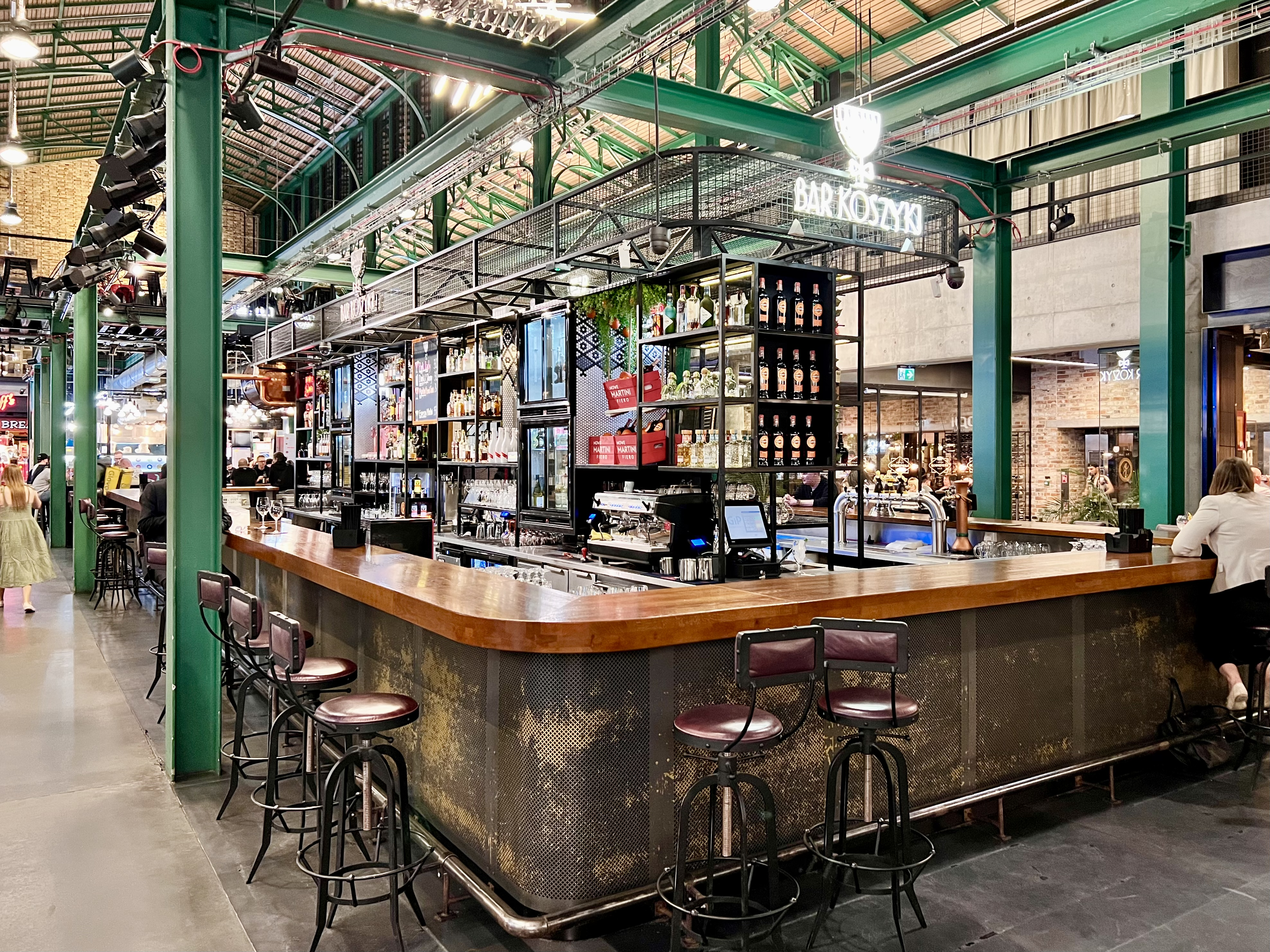
Hala Koszyki w Warszawie (2022)

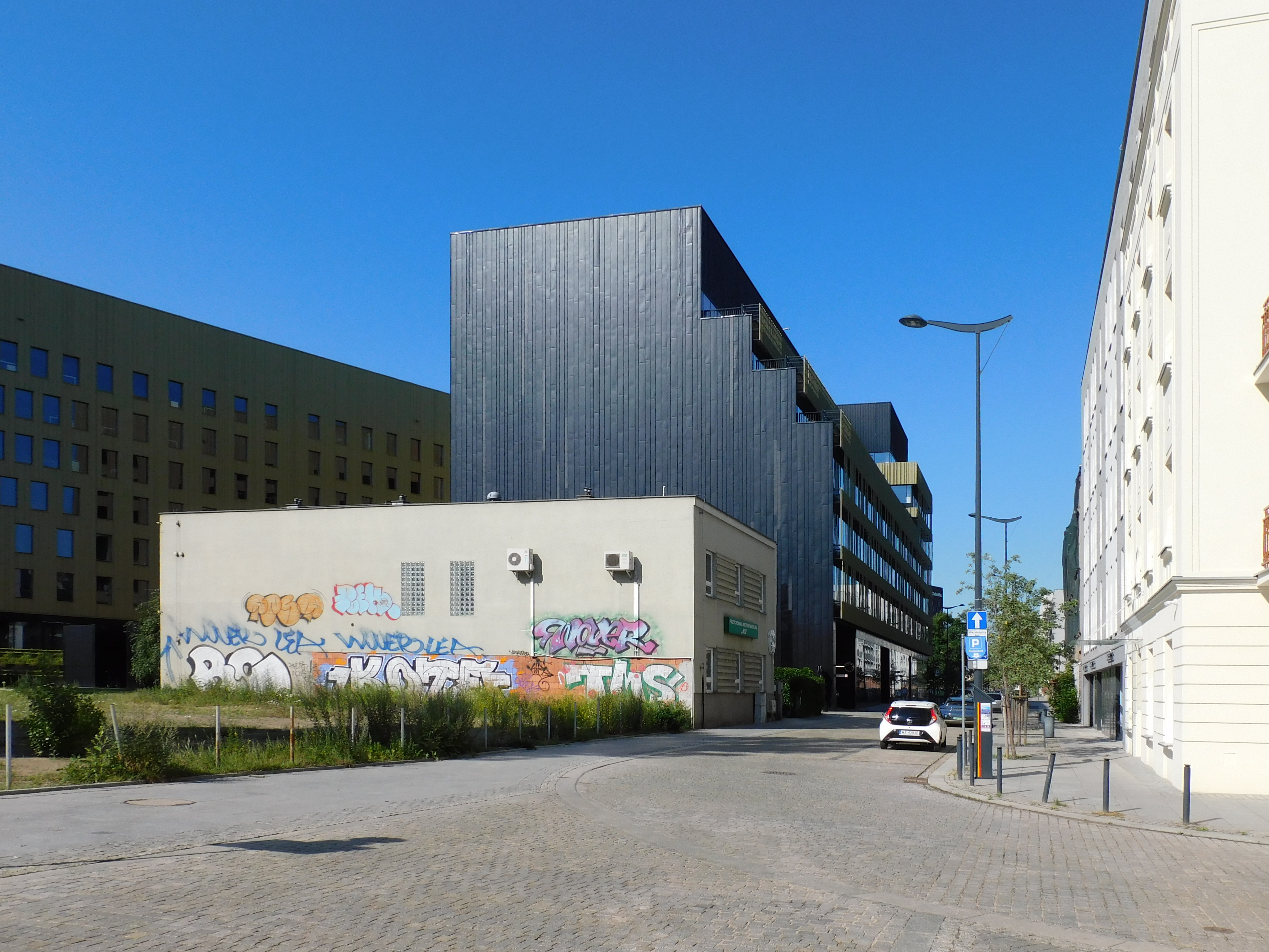
Nowa Fabryczna w Łodzi (2024)

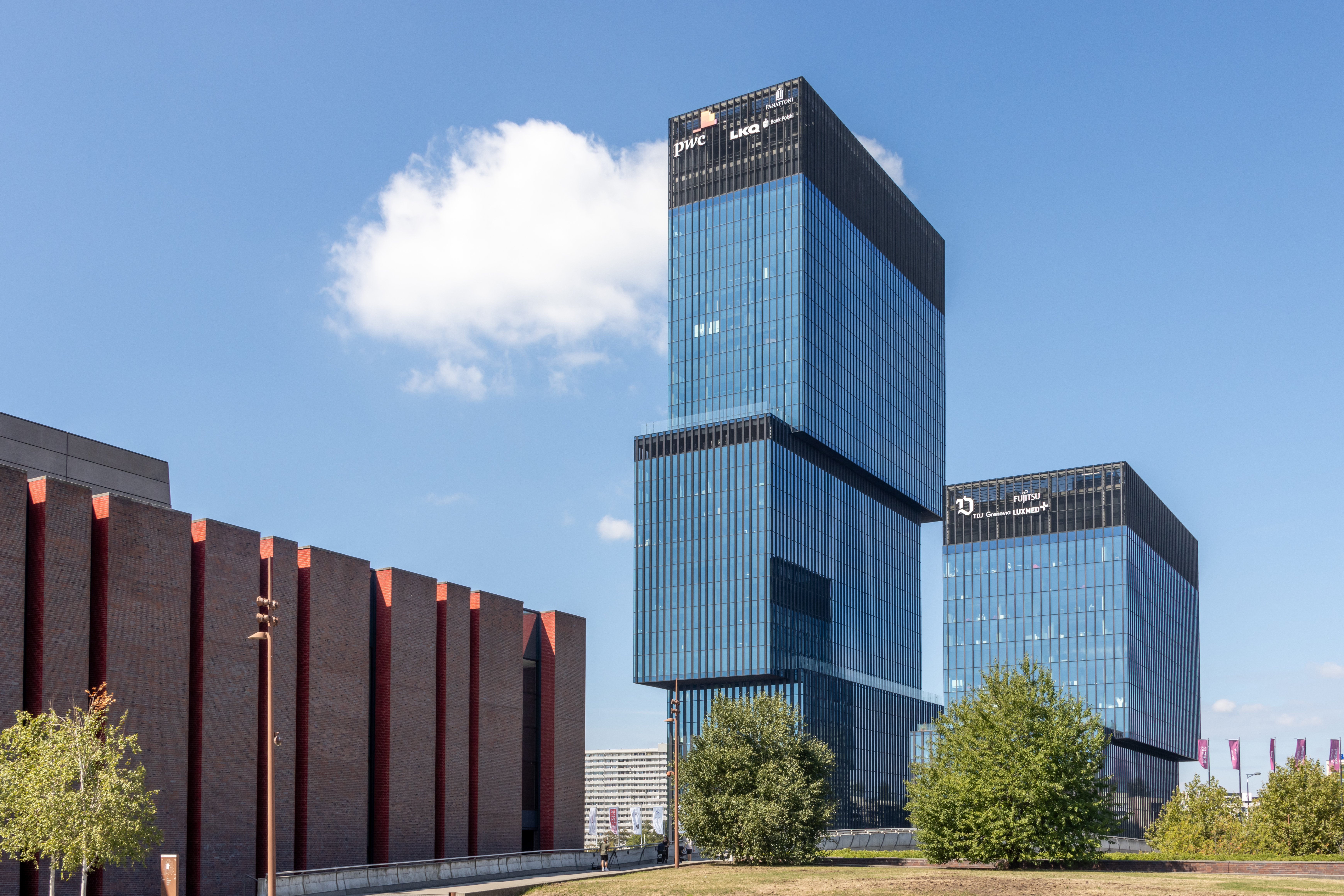
Katowickie biurowce .KTW (2024)

Ukończył studia na Wydziale Architektury Politechniki Śląskiej w Gliwicach. Po studiach pracował w biurach P.P. Pabel Architekten w Berlinie i Odile Decq Benoît Cornette w Paryżu. 
W 1997 roku założył wspólnie Przemem Łukasikiem autorską pracownię architektoniczną Medusa Group, której biura znajdują się w Bytomiu, Warszawie i Dubaju. Zajmuje się projektami architektonicznymi i urbanistycznymi oraz designem czy komunikacją wizualną.
Przez 10 lat wykładał na Wydziale Architektury Politechniki Śląskiej w Gliwicach, a w 2005 roku obronił dysertację doktorską  pt. „Adaptacja obiektów postindustrialnych na nowe funkcje jako istotny nurt w architekturze współczesnej”.
Członek Wojewódzkiej Rady Ochrony Zabytków przy Śląskim Wojewódzkim Konserwatorze Zabytków.

## Życie prywatne
Mieszka wraz z rodziną w Gliwicach.
Uprawia narciarstwo alpejskie oraz kolarstwo szosowe. Interesuje się też muzyką klasyczną i jazzową.

## Wybrane projekty
Współautorstwo z Przemem Łukasikiem:
- Zespół budynków wielorodzinnych na osiedlu Bażantowo w Katowicach (bud. 2009)[6],
- Budynek usługowo-biurowy dla Rödl & Partner przy ulicy Zygmunta Starego w Gliwicach (bud. 2010)[7],
- Budynek usługowo-biurowy dla Infinite Dreams przy ulicy Bojkowskiej  w Gliwicach (bud. 2012)[8],
- Centrum Edukacyjno-Kulturalne im. ks. Grzegorza Gerwazego Gorczyckiego i Ogród różańcowy przy kościele św. Jacka w Bytomiu (bud. 2014)[9],
- Zespół budynków mieszkalnych Mieszkaj w Mieście przy ulicy Katowickiej w Krakowie (bud. od 2016)[10],
- Adaptacja stołówki wojskowej na obiekt biurowy TechPark Kanlux w Radzionkowie (bud. 2016)[11],
- Kapliczka przydrożna w Krakowie-Bronowicach (bud. 2016)[12],
- Wnętrza Hali Koszyki w Warszawie (real. 2016)[13],
- Budynek biurowy Nowa Fabryczna w Nowym Centrum Łodzi (bud. 2017)[14],
- Budynek liceum ogólnokształcącego Akademeia High School przy ulicy L. Ledóchowskiej w Warszawie (bud. 2017)[15]
- Kompleks budynków biurowych CU Office przy ulicy Jaworskiej we Wrocławiu (bud. 2018–2019)[16],
- Plac Brama Browarów – część kompleksu Browary Warszawskie w Warszawie (bud. 2018–2019)[17],
- Rehabilitacja budynku Empire House przy New Road w londyńskiej dzielnicy Whitechapel (real. 2019)[18],
- Zespół budynków biurowych Brama Miasta przy ulicy J. Kilińskiego w Łodzi (bud. 2019–2020)[19],
- Dom-instalacja Origami House w Toruniu (bud. 2020)[20],
- Nobu Hotel Warsaw przy ulicy Wilczej w Warszawie (bud. 2020)[21],
- Budynek D Nowego Rynku w Poznaniu (bud. 2021)[22],
- Zespół budynków mieszkaniowych Pierwsza Dzielnica w Katowicach (bud. od 2021)[23],
- Kompleks biurowców .KTW przy alei W. Roździeńskiego w Katowicach (bud. 2018–2022)[24].

Współautorstwo z Przemem Łukasikiem i innymi architektami:
- Budynek biurowy Wasko w Gliwicach (bud. 2002–2004)[25],
- Zespół budynków biurowych Silesia Business Park w Katowicach (bud. 2014–2019)[26].

## Nagrody i wyróżnienia
- Honorowa Nagroda SARP (2024) – wspólnie z Przemem Łukasikiem[27]